# Ꝯ

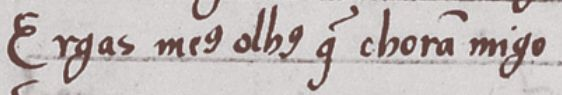
Užití znaku Ꝯ jako zkratky pro koncovku -us v portugalském rukopisu roku 1545 „Ergas meꝯ olhꝯ q̇ chorã migo“, tj. „Ergas meus olhos que choran migo“

Ꝯ (minuskule ꝯ, horní index ꝰ) je speciální znak latinky. Nazývá se con nebo us a svým vzhledem připomíná číslo 9. V současnosti již není používáno, ale ve středověku v renesanci se používalo jako abreviatura v latinských, francouzských, španělských a portugalských textech, kde značilo koncovky -con, -cum, -os nebo -us. Písmeno použil např. Geoffroy Tory ve svých knihách Heures de la Vierge nebo Champ fleury, kde použil horní index tohoto písmena, např. plꝰ zde znamenalo plus, noꝰ nous (námi), toꝰ tous (vše) a voꝰ vous (vy). Pro stejné koncovky se používalo i písmeno Ꜿ.
V Unicode má Ꝯ, ꝯ a ꝰ tyto kódy:
Ꝯ U+A76E
ꝯ U+A76F
ꝰ U+A770